# Морской монах (мифическое существо)

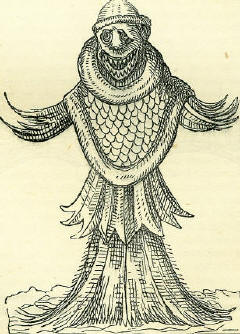
Морской монах. Иллюстрация из «Книги Дней» (1869)

Морской монах — мифическое чудовище, якобы живущее в северных морях.

## Легенда
Рассказы о «морском монахе» известны со времен раннего Средневековья. Вот как, например, характеризует необыкновенную «рыбу» создатель первой «естественной истории» на немецком языке Конрад Мегенбергский (1349):

«Monachus marinus. Морским монахом называется чудовище в образе рыбы, а верх, как у человека; оно имеет голову, как у вновь постриженного монаха. На голове у него чешуя, а вокруг головы чёрный обруч выше ушей; обруч состоит из волос, как у настоящего монаха. Чудовище имеет обычай приманивать людей к морскому берегу, делая разные прыжки, и когда видит, что люди радуются, глядя на его игру, то оно ещё веселее бросается в разные стороны; когда же может схватить человека, то тащит его в воду и пожирает. Оно имеет лицо, не совсем сходное с человеком: рыбий нос и рот очень близко возле носа».

## Свидетельства
В первый раз чудовище, описанное как «рыба, напоминающая монаха с выбритой тонзурой в капюшоне», было выброшено на датский берег во время шторма в 1546 году. Согласно Боэцию, подобное находили уже на шотландском берегу в Ферт-оф-Форте, также существует свидетельство, что подобного монстра наблюдали в 1531 году польские рыбаки. Около 1550 года «морской монах» попался в рыбацкие сети возле города Мальмё (Швеция). И ещё раз она попалась в сети в Дании, о чём свидетельствует Арильд Хвитфельд сообщает в «Хронике Датского королевства»:

В 1550 году поймана возле Орезунда и послана королю в Копенгаген необыкновенная рыба. У неё была человечья голова, а на голове монашеская тонзура. Одета она чешуями и как бы монашеским капюшоном. Король велел рыбу эту похоронить. С рыбы было сделано несколько рисунков, которые были посланы разным коронованным лицам и натуралистам Европы.

Аналогичный образ «морской епископ» также появляется в европейской литературе XVI века.

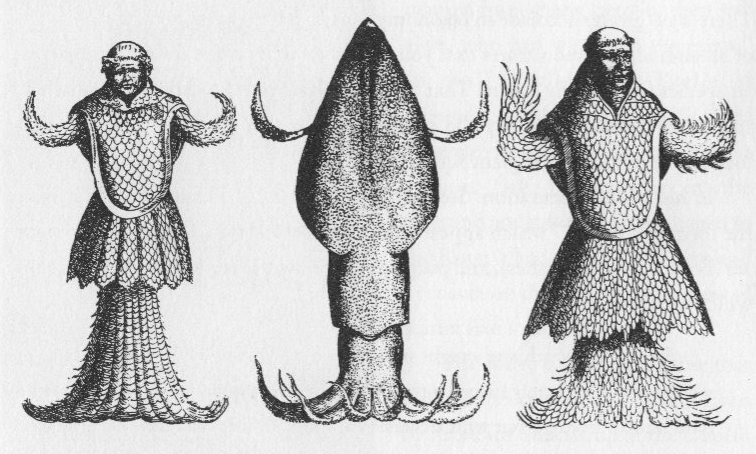
Япетус Стеенструп. Сравнение «морских монахов» (по рис. XVI века) с гигантской каракатицей

## Точка зрения науки
«Рыба» была не слишком редкой, и время от времени попадалась в сети вместе с сельдью. Пойманный в 1550 году экземпляр хранился как «диковинка» в подвалах королевского замка в Копенгагене, где его и нашел и зарисовал для своей «Истории животных» Конрад Геснер в Цюрихе (1516—1565). Сравнив эти рисунки со старинными описаниям «монстра», профессор Стеенструп пришёл к выводу, что речь идёт о десятищупальцевой каракатице, окрашенной обычно в чёрный и красный тона, с присосками и бородавками на коже и присосками на щупальцах, которые легко принять издали за чешую. Таким образом, видимо, «морской монах» — легенда, возникшая из обычной ошибки восприятия — подсознательного «дорисовывания» незнакомого знакомым.
Криптозоолог Бернард Хеулманс, со своей стороны, хочет видеть в «морском монахе» моржа. Также существует мнение, отождествляющее «морского монаха» с гигантским скатом, в германских странах именуемого «рыбой-монахом» или же с серым китом.

## Морской монах в современной культуре
Чудовище, именуемое «морской монах» является персонажем нескольких компьютерных игр, таких как Lost Kingdoms II и Final Fantasy XI.